# Karim Jammal
Karim Abdullah Jammal (Worcester, 7 settembre 1988) è un rugbista a 15 britannico internazionale per il Libano. attivo nel ruolo di mediano d'apertura.

## Biografia
Nato a Worcester nel Regno Unito, comincia a giocare per la Nazionale libanese, nazionale emergente nel panorama internazionale, diventandone subito, dal 2010, capitano ed anche il recordman per quanto riguarda presenze e i punti segnati.
Nell'estate 2018 viene ingaggiato in Italia dal Valorugby Emilia per disputare il campionato di TOP12.

## Palmarès
- Coppe Italia: 1
Valorugby Emilia: 2018-19